# Heinrich Fick (Rechtswissenschaftler)

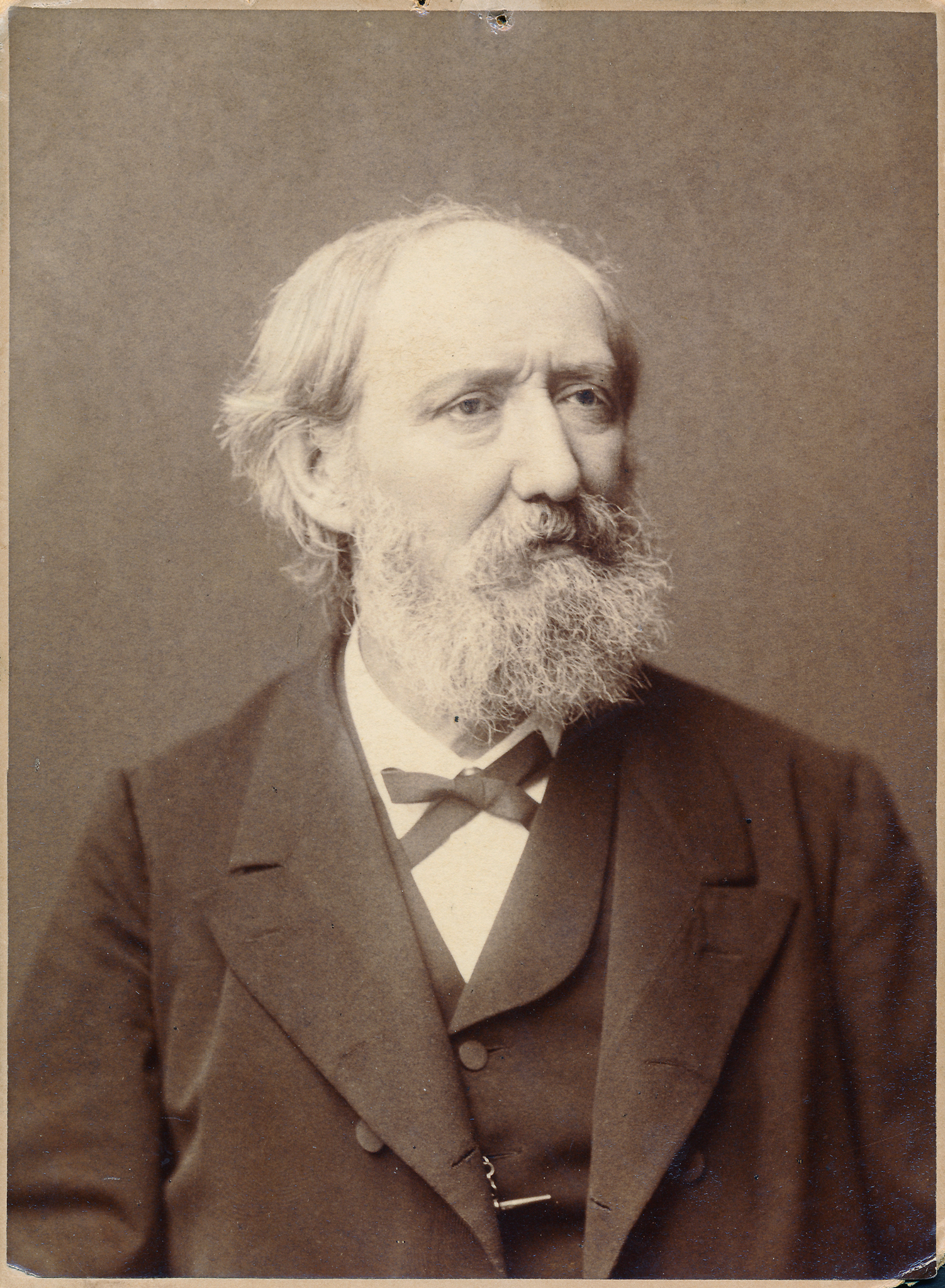
Heinrich Fick

Alexander Heinrich Friedrich Fick (* 12. Juli 1822 in Cassel; † 22. September 1895 in Zürich) war ein deutscher Jurist und Hochschullehrer.

## Leben
Nach dem Schulbesuch in Kassel begann Fick 1841 an der Philipps-Universität Marburg Rechtswissenschaft zu studieren. 1842 wurde er im Corps Teutonia Marburg recipiert. Als Inaktiver wechselte er an die Universität Wien und die Friedrich-Wilhelms-Universität zu Berlin. Er bestand 1845 das Staatsexamen und wurde 1847 in Marburg zum Dr. iur. promoviert. Als er nach der Habilitation für ein preußisches Kaisertum eintrat, musste er Marburg verlassen und in die Schweiz emigrieren. 1851 wurde er außerordentlicher Professor für Handels- und Wechselrecht, 1864 als ordentlicher Professor für Römisches Recht, Handelsrecht und Wechselrecht an der Universität Zürich. Auf dem Lehrstuhl blieb er 31 Jahre. Von 1884 bis 1886 war er Rektor der Universität Zürich, ab 1875 auch Dozent am Eidgenössischen Polytechnikum.